# Lista de deputados estaduais de Pernambuco da 19.ª legislatura
Esta é a lista de deputados estaduais de Pernambuco para a legislatura 2019–2023. Nas eleições estaduais em Pernambuco em 2018 um total de 49 deputados foram eleitos, destes 25 foram reeleitos.

## Composição das bancadas
| Partido       | Líder                  | Bancada | Posição      |
| ------------- | ---------------------- | ------- | ------------ |
| PSB           | Sivaldo Albino         | 15 / 49 | Governo      |
| PP            | Roberta Arraes         | 10 / 49 | Governo      |
| PL            | Manoel Ferreira        | 4 / 49  | Oposição     |
| PT            | Doriel Barros          | 4 / 49  | Independente |
| Solidariedade | Gustavo Gouveia        | 4 / 49  | Oposição     |
| UNIÃO         | Alessandra Vieira      | 4 / 49  | Oposição     |
| PV            | Joaquim Lira           | 2 / 49  | Oposição     |
| PSDB          | Álvaro Porto           | 1 / 49  | Oposição     |
| Republicanos  | William Brígido        | 1 / 49  | Oposição     |
| Cidadania     | Priscila Krause        | 1 / 49  | Oposição     |
| PSOL          | Jô Cavalcanti (Juntas) | 1 / 49  | Oposição     |
| PCdoB         | João Paulo Costa       | 1 / 49  | Governo      |
| PDT           | Zé Queiroz             | 1 / 49  | Governo      |

## Deputados Estaduais
| Nome                    | Partido       | Coligação                                                                      | Votos nominais  | Notas                                                                       | Ref - Nota: Em itálico, os deputados eleitos por média. |
| ----------------------- | ------------- | ------------------------------------------------------------------------------ | --------------- | --------------------------------------------------------------------------- | ------------------------------------------------------- |
| Delegada Gleide Ângelo  | PSB           | Frente Popular de Pernambuco para Deputado Estadual PSB - MDB - PSD            | 412.636 (9,15%) |                                                                             | [ 1 ]                                                   |
| Pastor Cleiton Collins  | PP            | Pernambuco em 1º Lugar PP - PR - SOLIDARIEDADE - PMN                           | 106.394 (2,36%) |                                                                             | [ 1 ]                                                   |
| Guilherme Uchoa Júnior  | PSB           | Juntos por um Pernambuco Melhor para Deputado Estadual PSC - PMB - DC          | 71.898 (1,59%)  | Eleito pelo PSC.                                                            | [ 1 ]                                                   |
| Doriel Barros           | PT            | PT                                                                             | 66.990 (1,48%)  |                                                                             | [ 1 ]                                                   |
| Rodrigo Novaes          | PSB           | Frente Popular de Pernambuco para Deputado Estadual PSB - MDB - PSD            | 67.830 (1,60%)  | Eleito pelo PSD, foi sucedido por Paulo Dutra após ser nomeado a Secretário | [ 2 ]                                                   |
| Clodoaldo Magalhães     | PV            | Frente Popular de Pernambuco para Deputado Estadual PSB - MDB - PSD            | 65.750 (1,46%)  | Eleito pelo PSB.                                                            | [ 1 ]                                                   |
| Aglailson Victor        | PSB           | Frente Popular de Pernambuco para Deputado Estadual PSB - MDB - PSD            | 64.763 (1,44%)  |                                                                             | [ 1 ]                                                   |
| Lucas Ramos             | PSB           | Frente Popular de Pernambuco para Deputado Estadual PSB - MDB - PSD            | 62.968 (1,40%)  |                                                                             | [ 1 ]                                                   |
| Adalto Santos           | PP            | Frente Popular de Pernambuco para Deputado Estadual PSB - MDB - PSD            | 60.084 (1,33%)  | Eleito pelo PSB.                                                            | [ 1 ]                                                   |
| Simone Santana          | PSB           | Frente Popular de Pernambuco para Deputado Estadual PSB - MDB - PSD            | 56.583 (1,25%)  |                                                                             | [ 1 ]                                                   |
| Joaquim Lira            | PV            | Frente Popular de Pernambuco para Deputado Estadual PSB - MDB - PSD            | 56.336 (1,25%)  | Eleito pelo PSD.                                                            | [ 1 ]                                                   |
| Manoel Ferreira         | PL            | Juntos por um Pernambuco Melhor para Deputado Estadual PSC - PMB - DC          | 51.885 (1,15%)  | Eleito pelo PSC.                                                            | [ 1 ]                                                   |
| Clarissa Tércio         | PP            | Juntos por um Pernambuco Melhor para Deputado Estadual PSC - PMB - DC          | 50.789 (1,13%)  | Eleita pelo PSC.                                                            | [ 1 ]                                                   |
| Francismar Pontes       | PSB           | Frente Popular de Pernambuco para Deputado Estadual PSB - MDB - PSD            | 50.577 (1,13%)  |                                                                             | [ 1 ]                                                   |
| Diogo Moraes            | PSB           | Frente Popular de Pernambuco para Deputado Estadual PSB - MDB - PSD            | 50.188 (1,11%)  |                                                                             | [ 1 ]                                                   |
| Gustavo Gouveia         | Solidariedade | Pernambuco vai Mudar com seus Deputados Estaduais PTB - DEM - PSDB - PR - PODE | 50.058 (1,11%)  | Eleito pelo DEM, passou também pelo UNIÃO.                                  | [ 1 ]                                                   |
| Tony Gel                | PSB           | Frente Popular de Pernambuco para Deputado Estadual PSB - MDB - PSD            | 49.133 (1,09%)  | Eleito pelo MDB.                                                            | [ 1 ]                                                   |
| William Brígido         | Republicanos  | Pernambuco vai Mudar com seus Deputados Estaduais PTB - DEM - PSDB - PR - PODE | 46.759 (1,04%)  | O partido mudou de nome, antes se chamava PRB.                              | [ 1 ]                                                   |
| Joel da Harpa           | PL            | Pernambuco em 1º Lugar PP - PR - SOLIDARIEDADE - PMN                           | 46.524 (1,03%)  | Eleito pelo PP.                                                             | [ 1 ]                                                   |
| Claudiano Martins Filho | PP            | Pernambuco em 1º Lugar PP - PR - SOLIDARIEDADE - PMN                           | 46.314 (1,03%)  |                                                                             | [ 1 ]                                                   |
| Priscila Krause         | Cidadania     | Pernambuco vai Mudar com seus Deputados Estaduais PTB - DEM - PSDB - PR - PODE | 46.123 (1,02%)  | Eleita pelo DEM, passou também pelo UNIÃO.                                  | [ 1 ]                                                   |
| Alessandra Vieira       | UNIÃO         | Pernambuco vai Mudar com seus Deputados Estaduais PTB - DEM - PSDB - PR - PODE | 45.115 (1%)     | Eleita pelo PSDB.                                                           | [ 1 ]                                                   |
| Antônio Coelho          | UNIÃO         | Pernambuco vai Mudar com seus Deputados Estaduais PTB - DEM - PSDB - PR - PODE | 44.277 (0,98%)  | Eleito pelo DEM.                                                            | [ 1 ]                                                   |
| Alberto Feitosa         | PL            | Pernambuco em 1º Lugar PP - PR - SOLIDARIEDADE - PMN                           | 42.303 (,94%)   | Eleito pelo Solidariedade, passou também pelo PSC.                          | [ 1 ]                                                   |
| Fabíola Cabral          | Solidariedade | Pernambuco em 1º Lugar PP - PR - SOLIDARIEDADE - PMN                           | 41.857 (0,93%)  | Eleita pelo PP.                                                             | [ 1 ]                                                   |
| Rogério Leão            | PSB           | Pernambuco em 1º Lugar PP - PR - SOLIDARIEDADE - PMN                           | 40.307 (0,89%)  | Eleito pelo PL.                                                             | [ 1 ]                                                   |
| Jô Cavalcanti (Juntas)  | PSOL          | A Esperança não tem Medo PSOL - PCB                                            | 39.175 (0,87%)  | Mandato Coletivo representado por Jô Cavalcanti                             | [ 1 ]                                                   |
| Waldemar Borges         | PSB           | Frente Popular de Pernambuco para Deputado Estadual PSB - MDB - PSD            | 39.031 (0,87%)  |                                                                             | [ 1 ]                                                   |
| Álvaro Porto            | PSDB          | Pernambuco vai Mudar com seus Deputados Estaduais PTB - DEM - PSDB - PR - PODE | 38.712 (0,86%)  | Eleito pelo PTB.                                                            | [ 1 ]                                                   |
| Clóvis Paiva            | PP            | Pernambuco em 1º Lugar PP - PR - SOLIDARIEDADE - PMN                           | 41.472 (0,98%)  |                                                                             | [ 1 ]                                                   |
| Antônio Morais          | PP            | Pernambuco em 1º Lugar PP - PR - SOLIDARIEDADE - PMN                           | 37.389 (0,83%   |                                                                             | [ 1 ]                                                   |
| Eriberto Medeiros       | PSB           | Pernambuco em 1º Lugar PP - PR - SOLIDARIEDADE - PMN                           | 36.580 (0,81%)  | Eleito pelo PP.                                                             | [ 1 ]                                                   |
| Henrique Queiroz Filho  | PP            | Pernambuco em 1º Lugar PP - PR - SOLIDARIEDADE - PMN                           | 35.671 (0,79%)  | Eleito pelo PL.                                                             | [ 1 ]                                                   |
| Isaltino Nascimento     | PSB           | Frente Popular de Pernambuco para Deputado Estadual PSB - MDB - PSD            | 35.218 (0,78%)  |                                                                             | [ 1 ]                                                   |
| Romero Sales Filho      | UNIÃO         | Pernambuco vai Mudar com seus Deputados Estaduais PTB - DEM - PSDB - PR - PODE | 35.195 (0,78%)  | Eleito pelo PTB.                                                            | [ 1 ]                                                   |
| Zé Queiroz              | PDT           | O Pernambuco que Você Quer PROS - AVANTE - PDT                                 | 32.740 (0,73%)  |                                                                             | [ 1 ]                                                   |
| Teresa Leitão           | PT            | PT                                                                             | 31.530 (0,70%)  |                                                                             | [ 1 ]                                                   |
| João Paulo              | PT            | PC do B                                                                        | 29.442 (0,65%)  | Eleito pelo PCdoB.                                                          | [ 1 ]                                                   |
| Romero Albuquerque      | UNIÃO         | Pernambuco em 1º Lugar PP - PR - SOLIDARIEDADE - PMN                           | 29.262 (0,65%)  | Eleito pelo PP.                                                             | [ 1 ]                                                   |
| Delegado Erick Lessa    | PP            | Pernambuco em 1º Lugar PP - PR - SOLIDARIEDADE - PMN                           | 29.128 (0,65%)  |                                                                             | [ 1 ]                                                   |
| Roberta Arraes          | PP            | Pernambuco em 1º Lugar PP - PR - SOLIDARIEDADE - PMN                           | 28.649 (0,64%)  |                                                                             | [ 1 ]                                                   |
| Antonio Fernando        | PP            | Juntos por um Pernambuco Melhor para Deputado Estadual PSC - PMB - DC          | 27.605 (0,61%)  | Eleito pelo PSC.                                                            | [ 1 ]                                                   |
| Marco Aurélio Meu Amigo | PSB           | Avança Pernambuco PSL - PRTB - PHS - PV                                        | 26.783 (0,59%   | Eleito pelo PRTB.                                                           | [ 1 ]                                                   |
| Romário Dias            | PL            | Frente Popular de Pernambuco para Deputado Estadual PSB - MDB - PSD            | 26.392 (0,58%)  | Eleito pelo PSD.                                                            | [ 1 ]                                                   |
| Wanderson Florêncio     | Solidariedade | Juntos por um Pernambuco Melhor para Deputado Estadual PSC - PMB - DC          | 24.971 (0,55%)  | Eleito pelo PSC.                                                            | [ 1 ]                                                   |
| João Paulo Costa        | PCdoB         | O Pernambuco que Você Quer PROS - AVANTE - PDT                                 | 24.789 (0,55%)  | Eleito pelo AVANTE.                                                         | [ 1 ]                                                   |
| Aluísio Lessa           | PSB           | Frente Popular de Pernambuco para Deputado Estadual PSB - MDB - PSD            | 23.344 (0,52%)  | Sucedido por Sivaldo Rodrigues Albino após ser nomeado Secretário           | [ 2 ]                                                   |
| Dulcicleide Amorim      | PT            | PT                                                                             | 22.359 (0,50%)  |                                                                             | [ 1 ]                                                   |
| Fabrizio Ferraz         | Solidariedade | Avança Pernambuco PSL - PRTB - PHS - PV                                        | 17.729 (0,39%)  | Eleito pelo PHS, passou também pelo PP.                                     | [ 1 ]                                                   |